# 南筑波線

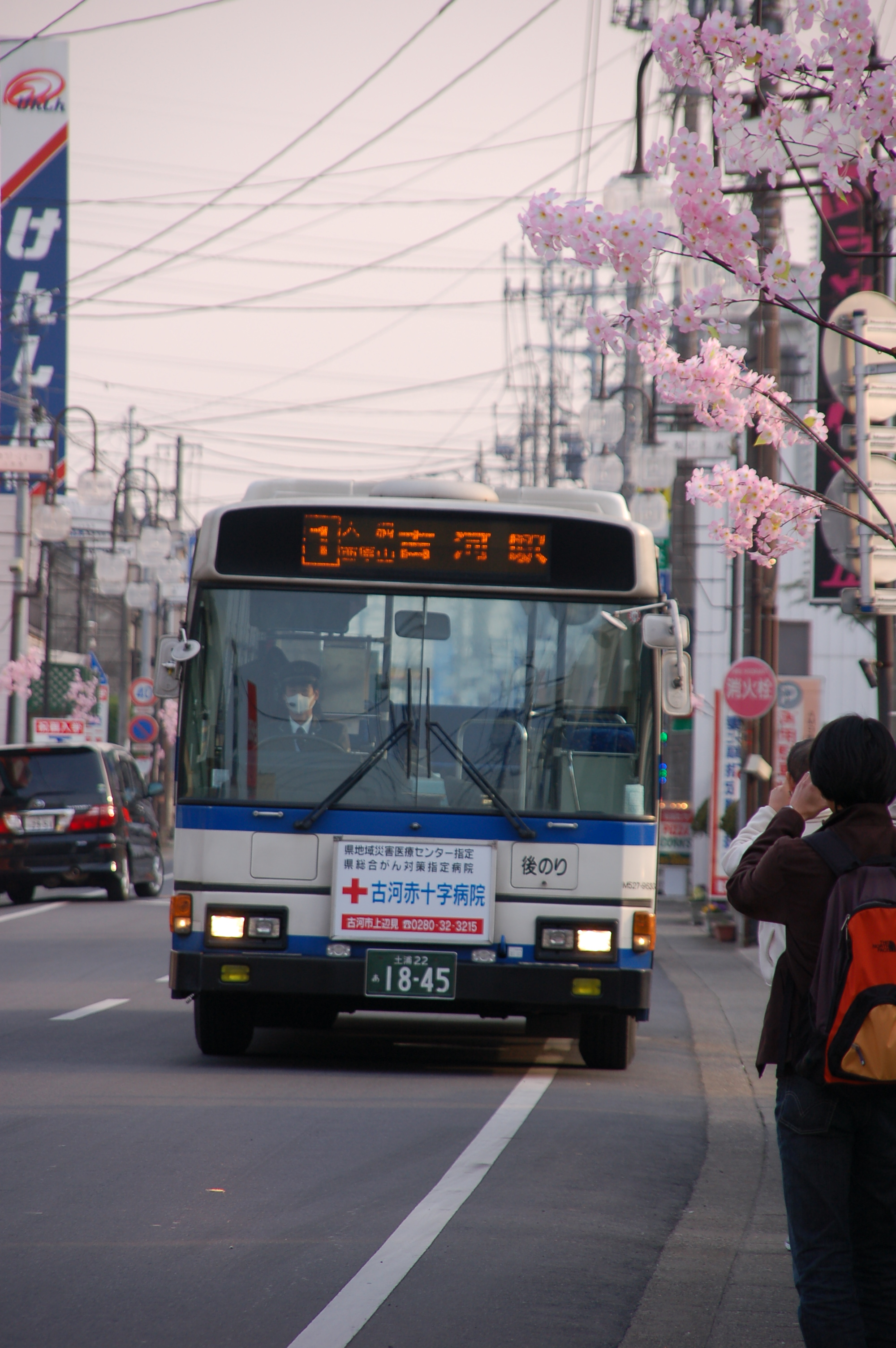
在りし日の下妻上町バス停（駅）に到着する古河駅ゆき始発バス（2006年3月）

南筑波線（みなみつくばせん）は、かつて運行されていた国鉄バス・ジェイアールバス関東の自動車路線である。

## 概説
茨城県土浦市の土浦と同市虫掛の下虫掛（しもむしかけ）を結んでいた。同停留所は旧・虫掛駅に近いが同駅代替ではない。2008年4月1日からは、平日に上下3本（朝上り1本、夕方下り2本）が運行されていた（休校日運休）。土浦支店の担当。
2006年3月31日までは、下妻市の下妻上町を経由して古河市の古河までを結んでいた。20世紀の一時期は本路線と霞ヶ浦本線・栗源線・多古本線が連続しており、栃木・群馬県に近い内陸の古河から千葉県海沿いの八日市場（八日市場市＝当時）まで関東平野を横断する半環状バス路線の一部を構成していた。2008年4月1日には、残存区間の大半である下虫掛 - 篠崎転向場（つくば市）間が廃止となり、土浦市内近距離路線と化した。
最後に残った土浦市内区間も、2014年6月1日付で路線廃止となった。

## 路線

### 現存区間
大綱～古河
この区間は古河営業所により、東古河妻線として運行が継続されている。

### 廃止区間
下妻上町駅は自動車駅。

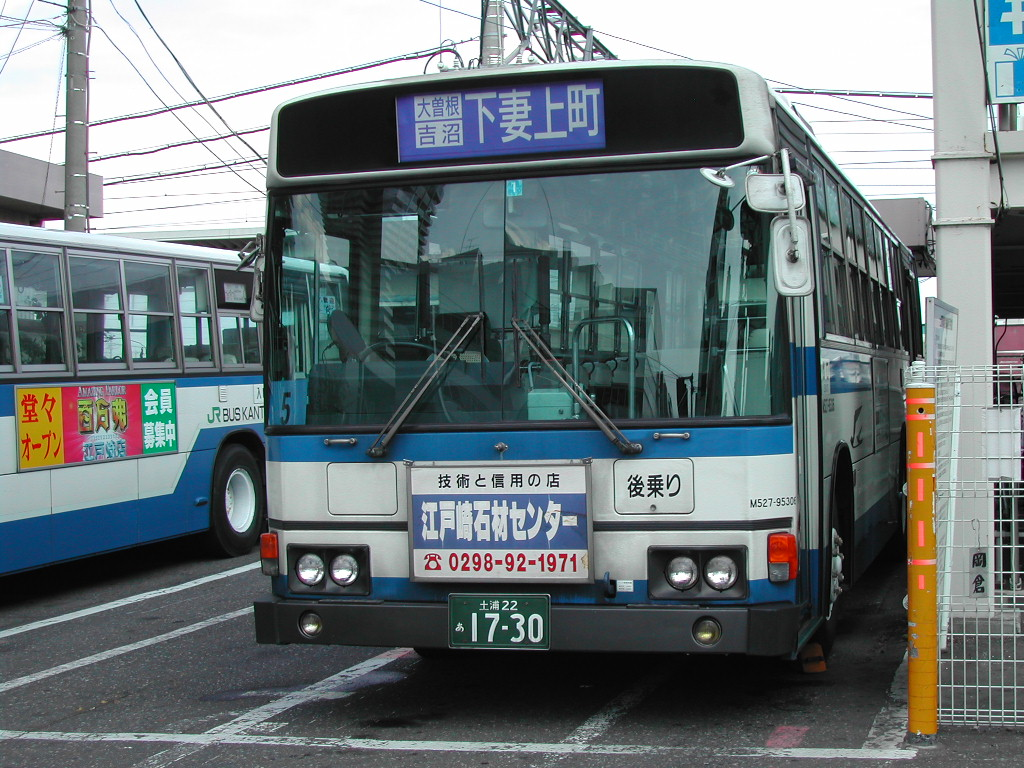
南筑波線

- 南筑波線下虫掛 - 虫掛橋 - 常陸栄 - 八竜神 - 北柴崎 - （テクノパーク桜） - 常陸大曽根 - 大穂支所前 - 篠崎転向場 - 吉沼上町 - 本宗道 - 下妻上町 - 常陸長塚 - 若 - 松本 - 大綱
約40分。途中、関東鉄道常総線宗道駅近くを通り、下妻市の中心部にあった下妻上町駅に至る。廃止直前は下妻上町を境に系統が完全に分割されていた。
篠崎転向場までの区間に短縮された後は、運転本数は平日で上下5本ずつ、休日で上下3本ずつのみとなった。特に下りは、午前中の便は2本（休日は1本）とも途中の北柴崎止まりで、終点の篠崎転向場まで運転されるのは夕方の3本（休日は2本）のみとなっていた。かつては、虫掛橋、常陸栄、八竜神転向場（後に折り返し設備は廃止）、常陸大曽根、篠崎転向場、吉沼で折り返す便も設定されていた。
廃止区間の内つくば市内については2011年3月まで、つくバスが事実上の代替交通となっていた。

- 下虫掛 → 土浦 - 2014年4月7日廃止
下虫掛 → 田中町 → 千束町 → 土浦一中前 → 亀城公園前 → 川口町 → 土浦

- 土浦 →下虫掛 - 2014年6月1日廃止
土浦 → 川口町 → 亀城公園前 → 土浦一中前 → 千束町 → 田中町 → 下虫掛

### 開業時
自治体名は開業当時。学園が山林原野であった当時の主街道を運行する。下記の停車場名称は土浦「駅」ではない。古河「駅」ではない。
- 沿革 - 霞ヶ浦線を、霞ヶ浦本線（土浦－佐原、大谷－安中および江戸崎高－石納）と南筑波線に区分
- 日時 - 昭和26年2月20日
- 停車場 - 土浦、千束町、虫掛橋（土浦市）、常陸大村（栄村）、常陸栄、台坪（栗原村）、玉取（大穂村）、常陸大曽根、篠崎、今鹿島、吉沼（吉沼村）、蚕飼（蚕飼村）、唐崎（宗道村）、新宗道、下妻上町（下妻町）、常陸長塚、貝谷（西豊田村）、若、下結城（下結城村）、恩名（名崎村）、大綱（八俣村）、八俣、桜井村役場前、駒羽根（香取村）、女沼（勝鹿村）、下山町（古河市）、古河
- 一般運輸営業 - 土浦
  - 手荷物および小荷物取扱 - 下妻上町、古河

## 歴史
この路線は、改正鉄道敷設法（1922年）に規定された「茨城県土浦ヨリ水海道、境、埼玉県久喜、鴻巣、坂戸ヲ経テ飯能ニ至ル鉄道及水海道ヨリ分岐シテ佐貫ニ至ル鉄道並境ヨリ分岐シテ古河ニ至ル鉄道」の先行路線とされる。
また、茨城県南西部を横断して土浦と古河を結ぶ路線であったことから、東北本線と常磐線の短絡という役割も持ち合わせていた。その後、中間区間の利用者が減少する。その結果、土浦・古河地区における鉄道の培養という性格が強まっていった。
下妻～土浦間の沿線地域では、関東鉄道のお膝元でもあり、当路線の狭隘な道路とは異なる道幅の広い幹線道路を同社と系列会社のバス路線が占めている事情もあって、枝線を拡大するなどは基本的に行われなかった。
1970年代以降、現在で言うつくば市地域は筑波研究学園都市として研究所や道路などが整備されるが、当路線は旧来の集落を通る昔のままを保ち、一時期枝線を運行していたテクノパーク桜を除き、開発地域には乗り入れていない。研究所に近いところであっても、他社が本数と所要時間の面で優位となっていた。土浦へ向かう生活路線としての需要も高かったが、モータリゼーションが進んだこともあって研究学園都市（つくばセンター周辺）への求心力が高まり、中間部の需要が大きく減少した。
2006年には松本〜下妻上町〜篠崎転向場（つくば市）が、2008年には篠崎転向場～下虫掛（土浦市）が廃止され、路線の大部分が廃止されることとなった。
ちなみに、下妻・土浦の両市を結ぶ路線としては、関東鉄道の北条経由の経路があるが、そちらは現在でも運行している。
- 1951年2月20日 - 霞ヶ浦本線の支線として国鉄自動車南筑波線、土浦・古河間が開業。
- 1952年12月25日 - 土浦・山ノ荘間の支線開業。
- 1958年3月1日 - 国鉄自動車路線名称（昭和24年6月日本国有鉄道公示第31号）の一部改正により山ノ荘間の支線が山ノ荘線として独立。および停車場新設。
- 1962年11月1日 - 国鉄自動車路線名称の一部改正により区間を古河・亀城公園前間に変更、霞ヶ浦線から独立。
- 1963年11月16日 - 国鉄自動車路線名称の一部改正により区間を亀城公園前・古河間に変更、改キロ実施及び恩名・大綱間に築越停車場新設。
- 1966年5月17日 - 一部区間で改キロ実施及び古河・古河西口間の支線開業並びに停車場新設。
- 1970年10月8日 - 古河・古河西口間の支線廃止。
- 1987年4月1日 - 東日本旅客鉄道（JR東日本）に承継される。
- 1988年4月1日 - ジェイアールバス関東に承継される。
- 2000年3月27日 - 古河三中前～久能（駒羽根循環）開業。
- 2001年2月19日 - 土浦 - 古河 直通便を廃止。バス停の名称変更（下大野十字路 → 総和郵便局前）。
- 2005年7月9日 - テクノパーク桜への乗り入れ廃止。
- 2006年4月1日 - 篠崎転向場～下妻上町〜松本（21.8km）が廃止となる。
- 2008年4月1日 - 下虫掛〜篠崎転向場が廃止となる。
- 2014年4月7日 - ダイヤ改正（土浦発2→1便、下虫掛発1→0便）。
- 2014年5月30日 - 土浦 → 下虫掛は休校日運休のため、最終運行。
- 2014年6月1日 - 土浦 → 下虫掛が路線廃止。土浦市ホームページ内【路線バス】土浦駅～下虫掛線の廃止について、土浦駅〜下虫掛線廃止の告知が掲載されていた。